# Chris Froome
Christopher Clive Froome (n. 20 mai 1985, Nairobi, Kenya) este un ciclist britanic, multiplu câștigător în Turul Franței (2013, 2015, 2016 și 2017). El a câștigat de asemenea și Turul Italiei (în 2018) și Turul Spaniei (în 2011 și 2017). Actualmente, Froome concurează pentru echipa britanică Team Ineos. 
S-a născut în Kenya, din părinți britanici, și și-a petrecut copilăria acolo, dar și în Africa de Sud. Din 2011 încoace, locuiește în Monaco. 
Chris Froome a fost numit sportivul anului 2017 de jurnaliștii de sport britanici. A primit de asemenea premiul Vélo d'Or în ciclism, de 3 ori (în 2013, 2015 și 2017), distincție ce desemnează rutierul cu cele mai bune performanțe anuale în sport.